# Lliura egípcia
La lliura egípcia (àrab: جنيه مصري, junayh miṣrī, o, simplement, جنيه, junayh, pronunciada guinih en àrab egipci, pl. جنيهات, junayhāt) és la moneda d'Egipte. El codi ISO 4217 és EGP i s'abrevia tradicionalment LE (del francès livre égyptienne). També s'utilitzen les abreviacions E£ i £E per diferenciar-la de la lliura esterlina, i .ج en àrab. Tradicionalment s'ha subdividit en 100 piastres (en àrab قرش, qirx; pl. قروش, qurūx; pronunciats irx i uruix en àrab egipci) i en 1.000 mil·lims (en àrab مليم, millīm; pl. مليمات, millīmāt), tot i que actualment només s'usa la piastra com a moneda fraccionària.
Es van emetre per primera vegada el 1836. El nom àrab de la lliura egípcia, jinih, sobretot si tenim en compte la pronúncia en àrab egipci guinih, està relacionat amb la guinea anglesa.
Emesa pel Banc Central d'Egipte (en àrab البنك المركزي المصري, al-Bank al-Markazī al-Miṣrī), en circulen bitllets de 200, 100, 50, 20, 10, 5 i 1 lliures, i de 50, 25, 10 i 5 piastres. També en circulen monedes, tot i que amb menys freqüència, d'1 lliura i de 50, 25, 20, 10 i 5 piastres.

## Taxes de canvi
- 1 EUR = 17,0541 EGP (28 d'abril del 2020)
- 1 USD = 15,7452 EGP (28 d'abril del 2020)